# Parafia św. Andrzeja Apostoła w Lubnowie
Parafia św. Andrzeja Apostoła w Lubnowie znajduje się w dekanacie kamienieckim w diecezji świdnickiej. Była erygowana w XIV w. Jej proboszczem jest ks. Radosław Stala.